# Порядок наследования нидерландского престола

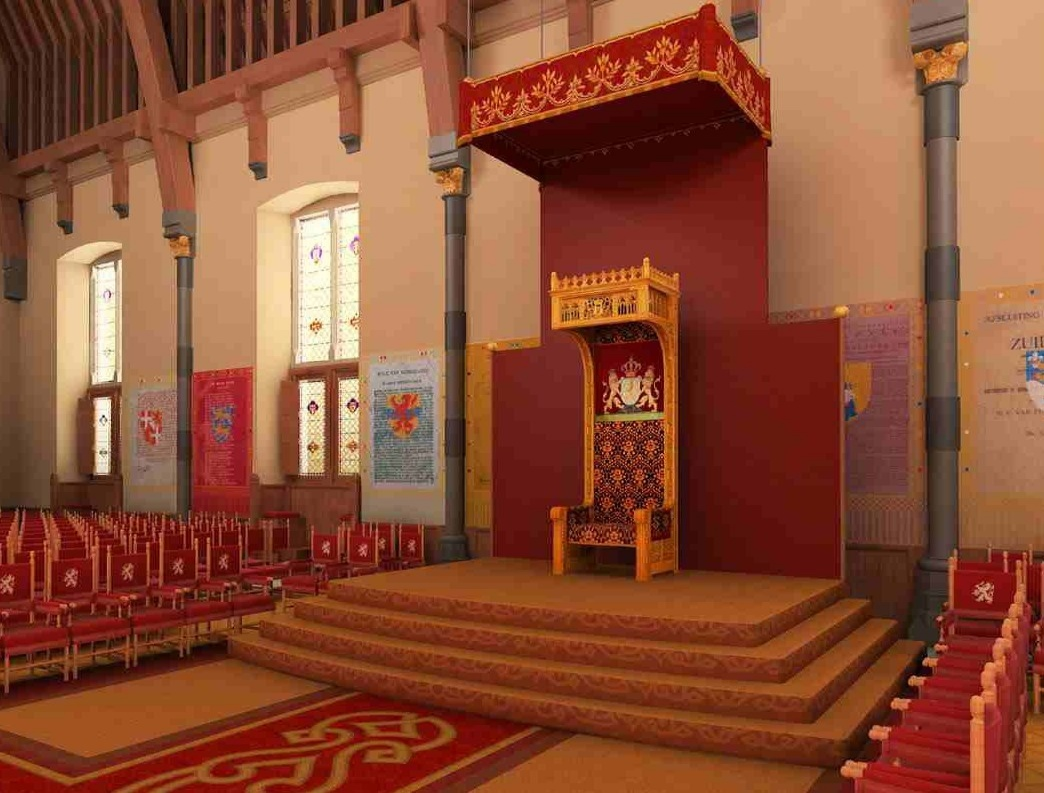
Трон в Риддерзаале, где голландский монарх говорит тронную речь в День Принца.

С 1983 года корона Нидерландов наследуется в соответствии с системой абсолютной примогенитуры. С 1814 по 1887 год королевский престол наследовался мужскими потомками монарха. Женщины имели право занять престол в отсутствия у монарха наследников и родственников мужского пола. В 1887 году в Нидерландах была принята система когнатической примогенитуры. Женщины не исключались из линии престолонаследия, но в случае двух разнополых наследников монарха наследие переходит к мужскому наследнику, и только в случае отсутствия прямых мужских потомков монарха женщина наследует ранее братьев отца и их сыновей. В 1922 году были внесены поправки в конституцию Нидерландов, которые ограничивали порядок наследования престола тремя степенями родства с правящим монархом.

## Порядок наследования
- Королева Юлиана (1909—2004)
  -  Королева Беатрикс (род. 1938)
    -  Король Виллем-Александр (род. 1967)
      - (1) Катарина-Амалия, принцесса Оранская (род. 2003)[2][3]
      - (2) Принцесса Алексия, принцесса Оранская-Нассау (род. 2005)[2][4]
      - (3) Принцесса Ариана, принцесса Оранская-Нассау (род. 2007)[2][5]

    - (4) Принц Константин (род. 1969)[2]
      - (5) Элоизе Софи Беатрикс Лоренс, графиня Оранская-Нассау (род. 2002)[2]
      - (6) Клаус-Казимир Бернард Мариус Макс, граф Оранский-Нассау (род. 2004)[2]
      - (7) Леонор Мари Ирене Энрика, графиня Оранская-Нассау (род. 2006)[2]

  - (8) Принцесса Маргарита (род. 1943)[2]
    - Принц Мауриц (род. 1968)
      - Анастасия Маргарита Жозефина ван Липпе-Биестерфельд ван Волленховен (род. 2001)[6]
      - Лукас Мауриц Питер Анри ван Липпе-Биестерфельд ван Волленховен (род. 2002)[6]
      -  Фелиция Юлиана Бенедикта Барбара ван Липпе-Биестерфельд ван Волленховен (род. 2005)[6]

    -  Принц Бернхард (род. 1969)
      - Изабелла ван Волленховен (род. 2002)[6]
      - Самюэл Бернард Луи ван Волленховен (род. 2004)[6]
      -  Беньямин Питер Флорис ван Волленховен (род. 2008)[6]